# Aleksiej Bach
Aleksiej Nikołajewicz Bach (ros. Алексей Николаевич Бах, ur. 5 marca?/17 marca 1857 w Złotonoszy, zm. 13 maja 1946 w Moskwie) – rosyjski biochemik.

## Życiorys
Niedługo po jego urodzeniu rodzina przeniosła się do Boryspola. Wcześnie zainteresował się biologią i chemią. W 1875 skończył gimnazjum klasyczne w Kijowie, później studiował nauki przyrodnicze n Wydziale Fizyczno-Matematycznym Imperatorskiego Uniwersytetu Kijowskiego św. Włodzimierza. Zaangażował się w ruch rewolucyjny i socjalistyczny, działał w Narodnej Woli, brał udział w protestach i demonstracjach studenckich, za co w 1878 został wydalony z uczelni na 3 lata bez prawa studiowania na innych uczelniach. Następnie został zesłany do Biełozierska, skąd jednak wrócił do Kijowa w styczniu 1882. W lutym 1883 przeszedł na nielegalną stopę. Działał w Narodnej Woli w Jarosławiu, Kazaniu, Rostowie, Petersburgu i Moskwie. W marcu 1885, zagrożony aresztowaniem, nielegalnie opuścił Rosję i udał się do Paryża, gdzie pracował w gazecie m.in. jako tłumacz tekstów naukowych. Od 1890 kierował laboratorium przy katedrze chemii nieorganicznej w Collège de France, gdzie prowadził swoje pierwsze badania i eksperymenty, w 1894 w celu leczenia gruźlicy udał się do Genewy, w 1915 został przewodniczącym Szwajcarskiego Towarzystwa Przyrodników. W 1917 został doktorem honoris causa Uniwersytetu w Lozannie. Od 1905 do 1917 działał w partii eserowców. W maju 1917 wrócił do Rosji, udając się do Piotrogrodu, w styczniu 1918 zerwał z eserowcami i przystał do bolszewików, w październiku 1918 na polecenie Najwyższej Rady Gospodarki Narodowej zorganizował Centralne Laboratorium Chemiczne w Moskwie, którego następnie został dyrektorem, pozostając nim do końca życia; w 1931 laboratorium przemianowano na Instytutu Fizykochemiczny im. Karpowa. Był twórcą radzieckiej szkoły biochemicznej. W 1921 z jego inicjatywy został utworzony Instytut Biochemiczny Ludowego Komisariatu Ochrony Zdrowia RFSRR, w 1935 zorganizował Instytut Biochemiczny Akademii Nauk ZSRR, nazwany jego imieniem. W 1924 został członkiem korespondentem, a 12 stycznia 1929 członkiem rzeczywistym Akademii Nauk ZSRR, od 1939 do 1945 był akademikiem-sekretarzem Wydziału Nauk Chemicznych Akademii Nauk ZSRR. Jednocześnie od 1935 stał na czele Wszechzwiązkowego Towarzystwa Chemicznego im. Mendelejewa. Prowadził badania dotyczące oddychania komórkowego roślin i zwierząt, a także z dziedziny enzymologii. Po ataku Niemiec na ZSRR wraz z Instytutem Biochemicznym został ewakuowany do miasta Frunze (obecnie Biszkek), skąd wrócił do Moskwy w 1944. W latach 1926–1937 był członkiem WCIK, następnie deputowanym do Rady Najwyższej ZSRR 1 kadencji. W 1943 zostałhonorowym członkiem Królewskiego Towarzystwa Przemysłu Chemicznego w Londynie, a w 1944 honorowym członkiem Amerykańskiego Towarzystwa Chemicznego. Został pochowany na Cmentarzu Nowodziewiczym. Jego imieniem nazwano ulicę w Niżnym Nowogrodzie.

## Odznaczenia i nagrody
- Medal Sierp i Młot Bohatera Pracy Socjalistycznej (10 czerwca 1945)
- Order Lenina (czterokrotnie, 16 marca 1937, 20 października 1943, 2 marca 1944 i 10 czerwca 1945)
- Order Czerwonego Sztandaru Pracy (11 stycznia 1929)
- Nagroda im. Lenina (1926)
- Nagroda Stalinowska I klasy (1941)